# Jonathan Swift
Jonathan Swift (Dublin, Ierland, 30 november 1667 – aldaar, 19 oktober 1745) was een Iers prozaschrijver, dichter, pamflettist en satiricus.
Swift werd in Dublin geboren en had Engelse ouders. Zijn vader was zeven maanden eerder overleden en Swift werd opgevoed door zijn oom Godwin. In 1673 ging hij naar school in Kilkenny, zo'n 100 km ten zuiden van Dublin. Hij behaalde in 1686 zijn Bachelor of Arts-graad aan de Universiteit van Dublin en studeerde verder voor een Mastergraad. Door politieke omstandigheden werd hij echter gedwongen de studie af te breken en hij verliet het land om bij zijn moeder in Leicester te gaan wonen (in 1692 zou hij alsnog zijn Master of Arts-graad behalen, aan de Universiteit van Oxford). Al spoedig daarna deed zich de gelegenheid voor om als secretaris te gaan werken voor Sir William Temple, oud-gezant van Engeland in Den Haag. Daar ontmoette hij de achtjarige Esther Johnson, de dochter van de jonggestorven zakenman Edward Johnson. Hij noemde haar Stella en zou voor de rest van haar leven een sterke emotionele binding met haar behouden.
In 1694 ontstond een verwijdering tussen Temple en Swift en werd hij predikant in Kilroot (county Antrim, Ierland). In 1696 keerde hij op verzoek van Temple echter terug en hield zich bezig met het voorbereiden voor publicatie van Temples memoires en brieven. Hij schreef in die periode The Battle of the Books, dat overigens pas in 1704 werd uitgegeven. Het werk behandelde de controverse tussen klassieke en moderne schrijvers. Ook voltooide hij A Tale of a Tub, een harde satire over corruptie en schijnheiligheid in religieuze zaken. Swift publiceerde veel van zijn werken in eerste instantie anoniem.
Tussen 1701 en 1713 woonde hij afwisselend in Londen, Dublin en Laracor, waar hij aangesteld was. In Laracor, twintig mijl van Dublin, had hij een parochie bestaande uit 15 leden en tijd genoeg om in zijn tuin te werken en zijn huis te verbouwen. Als kapelaan van Lord Berkeley bracht hij veel tijd door in Dublin, waar Stella en haar chaperonne Rebecca Dingley zich bij hem voegden.
Rond 1710 begon hij zijn Journal to Stella, een serie brieven aan Esther en Rebecca, waaruit veel te leren valt over zijn persoonlijk leven. Inmiddels was er een andere vrouw in zijn leven: Esther Vanhomrigh (de Vanessa uit het gedicht Cadenus (= Decanus) and Vanessa), die verliefd op hem was geworden. Hij ging niet op haar avances in, maar zij volgde hem naar Ierland toen haar ouders stierven.
Hij raakte bevriend met Whigs als Joseph Addison en Richard Steele (van het succesvolle maar slechts kortlopende tijdschrift 'The Tatler') en bekende schrijvers als Alexander Pope en William Congreve, en publiceerde, steeds anoniem, traktaten en essays, waaronder de Bickerstaff papers (1708). Hij raakte politiek teleurgesteld in de Whigs en zwaaide om naar de Tories.
The conduct of the allies (1711), een hoogtepunt in zijn carrière als pamflettist, bevatte felle kritiek op de zittende Whig-regering die er maar niet in slaagde de al sinds 1702 woedende Spaanse Successieoorlog tegen Frankrijk te beëindigen. Op allerlei wijzen beïnvloedde hij de publieke opinie ten gunste van de vrede. De inmiddels aangetreden Tory-regering tekende in 1713 de Vrede van Utrecht. Na de val van de Tories (1714) keerde Swift, die een jaar eerder decaan van St. Patrick's Cathedral in Dublin was geworden, naar Ierland terug.
Er bestaat veel onzekerheid over de relatie tussen Swift en Stella. Sommigen beweren dat hij haar in het geheim trouwde in 1716. Hoewel er geen bewijs voor is, is het wel zeker dat zij hem zeer lief was. Wat betreft Esther Vanhomrigh: zij schijnt in 1723 een crisis te hebben veroorzaakt in haar relatie met Swift. Zijn respectvol gedrag tegenover haar en zijn zorg om haar welzijn waren niet genoeg voor haar. Er is een theorie dat zijn (waarschijnlijk nooit geconsummeerde) huwelijk met Stella een reden was om Esther op afstand te houden.
Swifts bekendste werk is Gulliver's Travels (1726). Delen van dit boek zijn weliswaar bewerkt tot kinderboek (op welk niveau ze ook te lezen zijn), maar de vier delen vormen in wezen een felle satire. Zij vormen een aanklacht tegen politieke en sociale wantoestanden uit Swifts tijd, én tegen de mensheid in het algemeen. Het woord yahoo, dat een bijzonder vulgair en dom persoon aanduidt, maakt dankzij dit werk nog altijd deel uit van het Engelse vocabulaire.
Swift leed aan de ziekte van Menière. Afasie belette hem in zijn laatste levensjaren grotendeels het spreken. Van zijn meesterwerken verschenen vele vertalingen. Van Swift zijn de woorden afkomstig: "Iedereen wil lang leven, maar niemand wil oud zijn."

## Werken (o.a.)
- The Battle of the Books (1704)
- A Tale of a Tub (1704). Vertaald als: Vertelsel Van De Ton, behelzende Het Merg Van Alle Kunsten En Weetenschappen. Geschreeven Tot Algemeen Nut Des Menschelyken Geslacht. Mitsgaders een Verhaal. Van Den Strydt Der Boeken. In De Boekzaal Van St. James.[a] t'Amsterdam, voor Rekening van de Compagnie, 1735
- Bickerstaff-Partridge Papers (1708-1709)
- An Argument against Abolishing Christianity (1708)
- The Intelligencer (met Thomas Sheridan) (1710-????)
- The Journal to Stella (1710-1713)
- A Proposal for Correcting, Improving and Ascertaining the English Tongue (1712)
- Cadenus and Vanessa (gedicht) (1713)
- On the Conduct of the Allies (1713)
- The public spirit of the Whigs, set forth in their generous encouragement of the author of the crisis. Vertaald als: De publyke geest der Whigs. Geopenbaard in derzelver eedelmoedige aanmoediging van den Autheur van de Crisis; met eenige aanmerkingen op de gevoeglykheyd, openhartigheyd, geleerdheyd en styl van dat tractaatje.[b] Amsterdam, N. Lobedanius, ca. 1714
- Gulliver's Travels (1726, gewijzigd 1735)
- A modest proposal (1729)
- The Grand Question Debated (1729)
- Directions to Servants (1731)
- The Lady's Dressing Room(1732)
- Three Sermons and Three Prayers
- On Poetry: A Rhapsody (1733)
- A Complete Collection of Genteel and Ingenious Conversation (1738)
- Verses on the Death of Dr. Swift. (1731) gepubliceerd in 1739

- Bibsys: 90053235
- Biblioteca Nacional de Chile: 000034530
- Biblioteca Nacional de España: XX910690
- Bibliothèque nationale de France: cb119258220 (data)
- Biografisch Portaal: 36590508
- Catàleg d'autoritats de noms i títols de Catalunya: 981058521354306706
- CiNii: DA00231728
- Digitale Bibliotheek voor de Nederlandse Letteren: swif001
- Gemeinsame Normdatei: 118620193
- International Standard Name Identifier: 0000 0001 2121 4321
- KulturNav: a34e2e91-1b29-407f-a709-bc7b95d7e891
- Library of Congress Control Number: n78096912
- Nationale Bibliotheek van Letland: 000012834
- MusicBrainz: 9ab4a3b4-3206-4c12-ac6b-50d64ca98119
- Bibliotheek van het Japanse parlement: 00458192
- Nationale Bibliotheek van Tsjechië: jn20000605232
- Nationale bibliotheek van Australië: 35534813
- Nationale Bibliotheek van Israël: 987007268492205171
- Nationale Bibliotheek van Polen: a0000001731650
- Nationale en Universitaire bibliotheek Zagreb: 000044136
- Nederlandse Thesaurus van Auteursnamen: 068423578
- Réseau des bibliothèques de Suisse occidentale: 02-A000158845
- Istituto Centrale per il Catalogo Unico: CFIV004182
- LIBRIS: 206834
- SNAC: w6gf0v2w
- Système universitaire de documentation: 027152596
- Trove: 987804
- Virtual International Authority File: 14777110
- WorldCat: E39PBJccdfkWV88vvc34kQ9hpP